# Silly (Burkina Faso)
Silly è un dipartimento del Burkina Faso classificato come comune, situato nella Provincia  di Sissili, facente parte della Regione del Centro-Ovest.
Il dipartimento si compone del capoluogo e di altri 30 villaggi: Bouri, Bredié, Diara, Dio, Goun, Guia, Kalao, Karabole, Kiedie, Kielie, Kiere, Konamo, Koubounga, Kouli, Kovry, Ladio, Lama, Meno-Diantio, Naparo, Nevry, Pano, Pobié, Poupourou, Sadouan, Sadouin, Sao, Tonon, Ya, Yayou e Zinion.